# Amphicarpaea
Amphicarpaea (lat. Abrus),  Rod je jednogodišnjih i višegodišnjih penjačica iz porodice mahunarki kojemu pripada ukupno tri vrste raširene po Aziji (dvije vrste) i Sjevernoj Anerici (jedna vrsta).
Rod je smješten u  podtribus Glycininae, dio tribusa Phaseoleae.

## Vrste
1. Amphicarpaea bracteata (L.) Fernald
2. Amphicarpaea edgeworthii Benth.
3. Amphicarpaea ferruginea Benth.

## Sinonimi
- Cryptolobus Spreng.
- Falcata J.F.Gmel.
- Lobomon Raf.
- Savia Raf.
- Tetrodea Raf.